# Längenkomparator
Ein Längenkomparator, früher auch  als Longitudinal-Komparator bezeichnet, ist ein Vergleichsmessgerät, um Längen zu vergleichen. Er erfüllt das 1890 von Ernst Abbe aufgestellte (abbesche) Komparatorprinzip. 

## Varianten
Transversal-KomparatorDie zu messende Größe eines Prüflings wird, mittels Parallelendmaß oder anderen Prüfmaßen über einen Anschlag und einem Okular mit Skalenteilung oder 2 verschiebbaren Okularen, eingestellt.
Interferenz-KomparatorDer Komparator dient zur Präzisionsmessung, beispielsweise von Abständen zwischen Spektrallinien; man kann noch Längen bis 100 nm messen. Der Interferenzkomparator wurde im Jahr 1926 von Wilhelm Kösters in der Physikalisch-Technische Reichsanstalt (PTR) in Berlin entwickelt.